# Vlag van Diest
De vlag van Diest werd door de gemeenteraad op 30 januari 1986 officieel vastgesteld als de gemeentelijke vlag van de Vlaams-Brabantse gemeente Diest. Op 10 maart 1986 werd hij door het Bestuur van Vlaanderen bevestigd en uiteindelijk gepubliceerd op 8 juli 1986 in het officiële Belgisch Staatsblad.
Officieel wordt de vlag beschreven als:
Vijf even hoge banen van wit en van zwart.
De vlag is volledig gebaseerd op het gemeentewapen en ziet er dus helemaal hetzelfde uit.

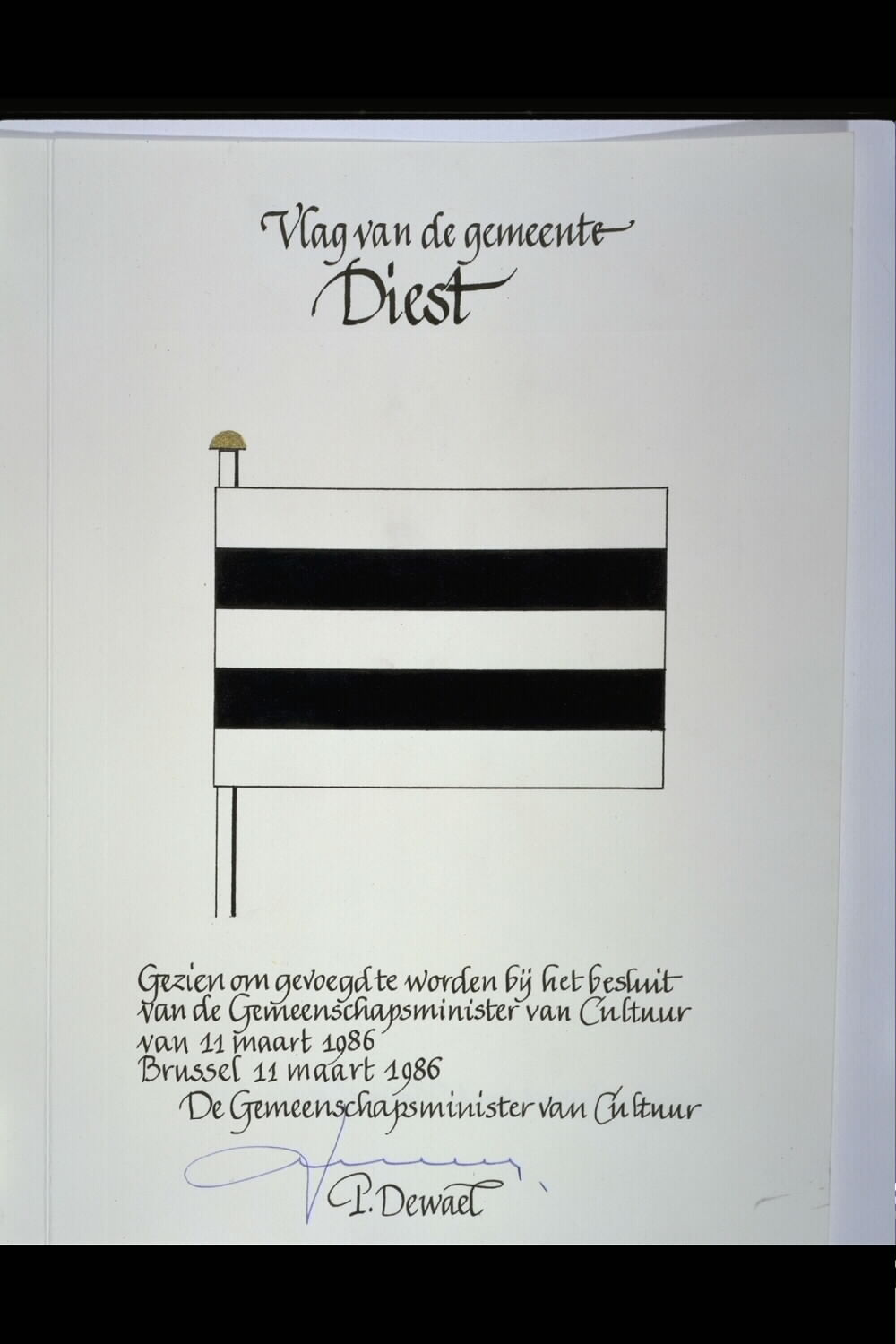
Ontwerp vlag getekend door Patrick Dewael